# Puellina capronensis
Puellina capronensis är en mossdjursart som beskrevs av Winston 2005. Puellina capronensis ingår i släktet Puellina och familjen Cribrilinidae. Inga underarter finns listade i Catalogue of Life.